# 八谷ジャンクション

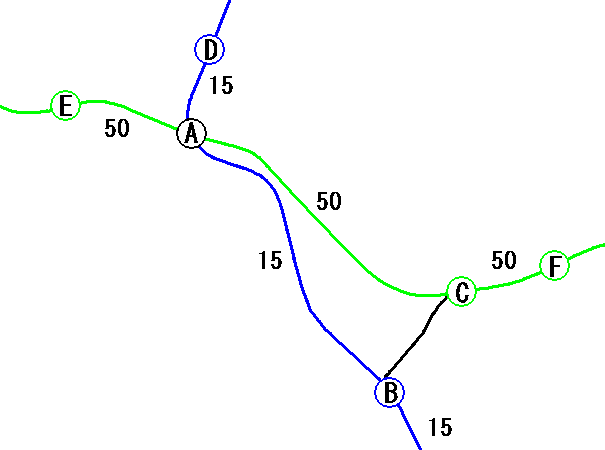
安山、八谷、屯垈3JCTの位置関係
A:安山JCT、B:八谷JCT、C:屯垈JCT
D:西ソウル料金所、E:安山IC、F:軍浦IC

八谷ジャンクション（パルゴクジャンクション）は大韓民国京畿道安山市にある西海岸高速道路（15号線）と嶺東高速道路（50号線）を接続するジャンクションである。木浦方面から嶺東高速国道の江陵方面に行く場合のみ使用可能。これとセットで江陵方面から西海岸高速国道の木浦方面に行くジャンクションは屯垈（トゥンデ）ジャンクションと呼ばれる。

## 接続している路線

### 木浦方面
- 西海岸高速道路（番号なし）

### 江陵方面
- 嶺東高速道路（番号なし）

## 隣
西海岸高速道路
- （安山JCT） - 八谷JCT（木浦方面から嶺東高速道路の江陵方面に行く場合のみ）- 梅松IC

嶺東高速道路
- （安山JCT） - 屯垈JCT（江陵方面から西海岸高速道路の木浦方面に行く場合のみ） - 軍浦IC